# Lymanopoda ocellifera
Lymanopoda ocellifera är en fjärilsart som beskrevs av Butler 1873. Lymanopoda ocellifera ingår i släktet Lymanopoda och familjen praktfjärilar. Inga underarter finns listade i Catalogue of Life.